# Arthroleptis affinis
Arthroleptis affinis là một loài ếch thuộc họ Arthroleptidae.
Đây là loài đặc hữu của Tanzania.
Môi trường sống tự nhiên của chúng là rừng ẩm vùng đất thấp nhiệt đới hoặc cận nhiệt đới, vùng núi ẩm nhiệt đới hoặc cận nhiệt đới, đồng cỏ nhiệt đới hoặc cận nhiệt đới vùng đất cao, đầm nước, đất canh tác, vùng đồng cỏ, các đồn điền, vườn nông thôn, rừng thoái hóa nghiêm trọng, và thảm thực vật di thực.